# Alhred van Northumbria

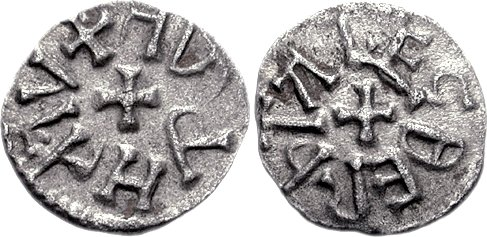
Muntstuk geslagen door Alhred met op de voorzijde (l) zijn naam en de achterzijde (r) de naam van aartsbisschop Ecgberht van York.

Alhred was koning van het Angelsaksische rijk Northumbria van 765 tot zijn afzetting in 774. Hij was de opvolger van Æthelwold Moll en in tegenstelling tot zijn voorganger zou hij wel stammen uit de lijn van Ida. Na negen jaar werd hij afgezet door zijn ealdormen en vluchtte hij naar een Pictisch koninkrijk, waar hij waarschijnlijk overleed. In 768 huwde hij met Osgifu, een dochter van een van zijn voorgangers, Oswulf, die regeerde tot 759. Hij had minstens twee zonen, waarvan er één, Osred later koning zou worden. Rond een tweede zoon, Alhmund, die werd vermoord tijdens de regering van koning Eardwulf van Northumbria, zou zich later een heiligencultus ontwikkelen.

## Levensloop
Koning Oswulf van Northumbria werd vermoord in 758 en hij werd opgevolgd door een ealdorman zonder banden met de lijn van Ida, Æthelwald Moll. Nauwelijks zeven jaar later, in 765, werd ook hij verdreven en kwam opnieuw een afstammeling van Ida op de troon, Alhred. De precieze afkomst van Alhred is evenwel niet gekend, maar zijn machtsbasis lag waarschijnlijk in de vallei van de Tyne. In 768 huwde hij met Osgifu, dochter van koning Oswulf, om zo zowel de band tussen beide families te versterken en hun gezamenlijke aanspraken op de troon te versterken.
Alhred had ook invloed buiten Northumbria. In 770 werd door hem een concilie samengeroepen dat steun verleende aan de bekeringsmissie van Willehad, later de stichter van het aartsbisdom Bremen. In 773 schreef Alhred een brief aan Lullus, aartsbisschop van Mainz waarin hij zijn hulp vroeg om een goede relatie te bewerkstelligen tussen Northumbria en het Frankische rijk, toen bestuurd door Karel de Grote. Dit zijn de eerste bewijzen van actieve contacten tussen de monarchen van Northumbria en het Frankische hof.
Interne problemen zouden evenwel ook deze koning de das omdoen. Al in de brief aan Lullius schreef hij over interne problemen in Northumbria en met de clerus en volgens Alcuinus was er ook oproer in York, waarbij een aantal Friezen betrokken waren. In 774 kwam het conflict tot een hoogtepunt en werd hij verdreven uit York, waarna hij via Bamburgh vluchtte naar de regio die werd bewoond door de Picten. Volgens Kirby was zijn afzetting minstens voor een deel te wijten aan het gebrek aan steun van de aartsbisschop van York, Æthelberht, die in 767 Ecgberht als aartsbisschop opvolgde en in tegenstelling tot zijn voorganger geen familieband had met Alhred. Bovendien was zijn positie niet sterk in Deira, waardoor de zoon van Æthelwold Moll, zijn opvolger Æthelred, die afkomstig was uit dit deel van Northumbria, hem eenvoudig kon vervangen. Alhred werd gedwongen om af te treden door vrijwel de volledige adel en vluchtte naar de Picten, waar hij waarschijnlijk overleed.